# Bubušinac
Bubušinac (Бубушинац), pronunțat în limba română Bubușinaț, este un sat situat în partea de est a Serbiei, în Districtul Braničevo. Aparține administrativ de comuna Požarevac. La recensământul din 2002 localitatea avea 844 locuitori.